# Russkije Witiazi
Russkije Witiazi (Русские Витязи) – zespół akrobacyjny sił powietrznych Rosji powstały 5 kwietnia 1991 w bazie wojskowej Kubinka w Moskwie. Początki akrobacji lotniczej dosięgają jeszcze czasów Związku Radzieckiego, kiedy to coraz częściej widywano na radzieckim niebie różne grupy akrobacyjne. Powstawały różne zespoły latające na różnych typach samolotów. Niektóre grupy wykonywały pokazy nawet na samolotach transportowych. 
W roku 1991 powstała grupa akrobacyjna Russkije Witiazi, która od samego początku aż do 2016 roku grupa wykonywała akrobacje na specjalnie pomalowanych samolotach Su-27. Kilka tygodni potem, w tej samej bazie wojskowej, powstała grupa latająca na MiG-ach-29, czyli Striży. Oba zespoły aż do dzisiaj bazują na tym samym lotnisku. Często można zobaczyć obie grupy podczas wspólnych treningów. Niektóre pokazy również odbywają się w połączeniu obu ekip. Popisowym numerem grupy jest tzw. Kobra, która wymaga od pilotów bardzo wysokiej wprawy oraz precyzji wykonywanych ruchów.
Od 2017 roku zespół lata na myśliwcach Su-30SM. Pierwszy występ na nowych maszynach (i z nową choreografią) poza granicami Rosji odbył się w marcu 2017 roku w Malezji

## Wypadki i katastrofy
Najtragiczniejsza katastrofa w historii zespołu miała miejsce w Wietnamie 12 grudnia 1995 roku. Trzy Su-27 uderzyły o zboczę góry grzebiąc w swych szczątkach czterech pilotów. 16 sierpnia 2009 roku podczas treningu pilotów grupy do MAKS Air Show doszło do zderzenia dwóch samolotów Su-27. W wypadku zginęło dwóch pilotów, a jednym z nich był pułkownik Igor Tkaczenko, wieloletni pilot myśliwski na samolotach Su-27, dowódca grupy oraz jej pilot od samego początku. 9 czerwca 2016 roku po przelocie grupy nad miejscowością Aszukino pod Moskwą, gdzie odbywała się uroczystość odsłonięcia pomnika lotników. Po przelocie, już podczas powrotu do bazy w Kubince, jeden Su-27P z nieznanych przyczyn odłączył się od grupy i w locie nurkowym spadł na ziemię w pobliżu wsi Muranowo. Pilot, major Siergiej Jeremienko poniósł śmierć.

## Współpraca zespołowa
Grupa od samego początku współpracuje z zespołem akrobacyjnym Striży, który bazuje na tym samym lotnisku w Kubince. Ich treningi i pokazy są bardzo efektywne i precyzyjne, gdyż piloci bardzo dobrze się znają.